# Liu Dehai

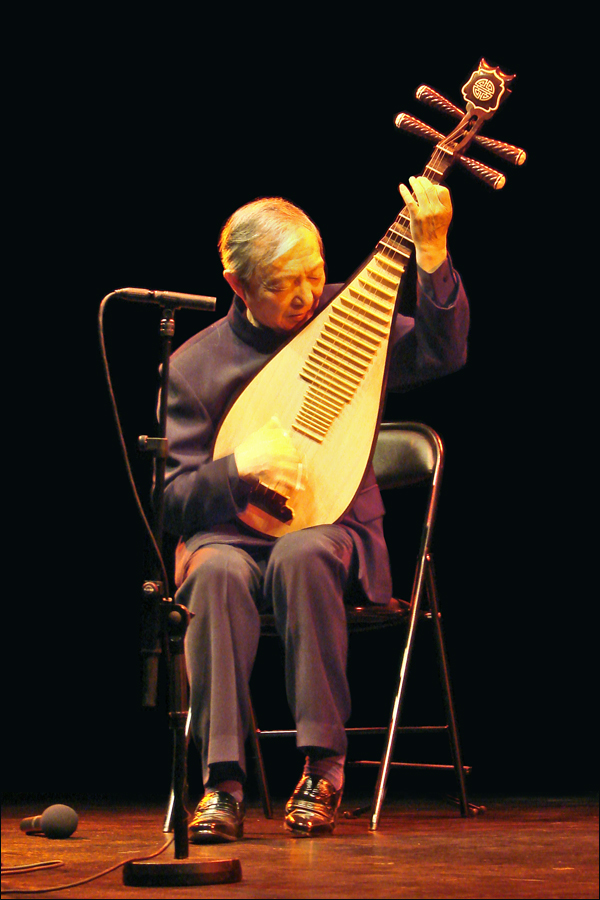
Liu Dehai

Liu Dehai (刘德海; * 13. August 1937 in Shanghai; † 11. April 2020 in Peking) war ein chinesischer Pipaspieler, Komponist und Musikpädagoge.

## Werdegang
Liu lernte schon in seiner Kindheit verschiedene Instrumente der klassischen chinesischen Volksmusik zu spielen wie Pipa, Erhu und Sanxian. Ab 1954 war er Schüler des Pipaspielers Lin Sicheng. Von 1957 bis 1961 setzte er seine Ausbildung am Zentralen Musikkonservatorium in Peking bei Lin, außerdem bei Cao Anhe, Sun Yude und Yang Dajun fort. Bei Wu Junglue lernte er das Spielen von Guqin und Banhu, außerdem lernte er auch die westliche Musik kennen. Nach dem Studium blieb er als  Lehrer am Konservatorium. Ab 1984 unterrichtete er am Chinesischen Konservatorium, wo er 1987 eine Professur erhielt und Vizepräsident wurde.
1970 wurde Liu Pipasolist des chinesischen Zentralen Philharmonieorchesters. Neben Arrangements klassischer chinesischer Lieder und Pipakompositionen komponierte er auch eigene Werke für die Pipa (Chapter of Life, Chapter of Pastorale, Chapter of Religion). International bekannt wurde sein Arrangement von Surrounded on All Sides. Mit dem Boston Symphony Orchestra und den Berliner Symphonikern spielte er unter Seiji Ozawa 1980–81 das Pipa-Konzert Little Sisters of the Grassland.